# Ajman (emiraat)
Ajman (Arabisch: عجمان) is een van de zeven de Verenigde Arabische Emiraten. De hoofdstad van het emiraat is Ajman. Met een oppervlakte van 260 vierkante kilometer is Ajman het kleinste emiraat. De regering zetelt in Ajman. Het wordt in het noorden, oosten en zuiden begrensd door Sharjah. In het westen ligt de Perzische Golf. Het emiraat ligt ongeveer 30 kilometer ten noorden van Dubai. Ook de exclaves Masfut en Manama behoren tot Ajman.
Ajman vormt, door de grote stadsuitbreiding, bijna één geheel met Sharjah.
De belangrijkste bron van inkomsten was de visserij, parelvangst en scheepsbouw. Het emiraat heeft geen olie-inkomsten en heeft zich tegenwoordig toegelegd op de scheepsindustrie. Langs de Khor Ajman kreek worden ook nog traditionele dhows gebouwd.
Binnen de Verenigde Arabische Emiraten is de Ajman-scheepswerf de grootste. Grootaandeelhouders in Arab Heavy Industries (AHI) zijn de overheid van Ajman en het scheepsbouwconcern Keppel Corporation uit Singapore. De 27 hectare grote werf maakt en repareert schepen en levert onderdelen voor de olie- en gaswinning op zee.

## Geografie
Ajman is verdeeld in drie stukken. Het belangrijkste deel vormt een 10 km lange kuststrook aan de Perzische Golf tussen de steden Umm al-Qaiwain en  Sharjah. Dit deel strekt zich vanaf de kust ongeveer 16 km tot in het binnenland uit; het wordt volledig omsloten door het emiraat Sharjah. De grootte van dit deel is ongeveer 140 km²; het heeft een meest vlakke zandbodem en herbergt de gelijknamige hoofdstad van het emiraat. Dit gebied is vrijwel geheel bebouwd, de voorsteden strekken zich uit tot de E311-rondweg, met lichte industrie en magazijnen op de Al Jerf industrieterreinen aan de noordoostkant. Een kreek is uitgebaggerd en voorzien van pieren en kaden om de haven te kunnen herbergen. Hier bevindt zich de Ajman Free Zone, waar gunstige vestigingsomstandigheden voor ondernemingen worden aangeboden. Ajman huisvest rond de 15% van de industriële ondernemingen van de VAE, vooral textielproducenten zijn vertegenwoordigd.
De smalle stroken zandwoestijn buiten de stad kennen een schrale seizoengebonden groei van grassen en struiken met enkele dadelpalmen.

##### Manama en Masfoet
De beide andere delen zijn het dunbevolkte Manama dat 60 km ten oosten van Ajman-stad ligt, in de heuvels aan de voet van het Hadjargebergte. Masfoet ligt 110 km van de hoofdstad af in het eigenlijke gebergte. Ze hebben samen rond de 14.000 inwoners. Het zijn beide vruchtbare gebieden in het landschappelijk fraaiere oostelijke binnenland, met land- en tuinbouw. Manama wordt omgeven door gebieden van de emiraten Sharjah en Fujairah; Masfoet wordt omgeven door Ras al-Khaimah, Hatta (dat weer een exclave van Dubai is) en het sultanaat Oman.

## Economie
Ajman is het minst rijke emiraat van de VAE, het heeft geen eigen olie- en gasvoorraden en noemenswaardige landbouw is niet mogelijk. Handel en opkomend toerisme brengen wat inkomsten. Verder is het tamelijk afhankelijk van de andere verdrags-emiraten.
De aanleg van de Ajman International Airport begon in 2008 in de Al Manama-exclave. Nadat de aanleg enige tijd heeft stilgelegen, is het de bedoeling om de luchthaven in 2019 in gebruik te nemen.
De vastgoedmarkt wordt gereguleerd door de Ajman Real Estate Regulatiry Authority. Die werd opgericht in december 2008 om grip te houden op de snel en ongecontroleerd groeiende vastgoedsector.

## Geschiedenis en politiek
Ajman wordt sinds 1810 door leden van de familie an-Nu'aimi beheerst. Vanaf 1820 was het een van de Verdragsstaten.
Op 2 december 1971 verleende het Verenigd Koninkrijk onafhankelijkheid aan de voormalige verdragsstaten. Onder leiding van Abu Dhabi werden de Verenigde Arabische Emiraten uit de verdragsstaten gevormd. Op 10 februari 1972 trad het laatste emiraat tot de federatie toe. Humaid bin Raschid an-Nuʿaimi is sinds 1981 Emir van Ajman.
Ajman draagt vier senatoren bij aan de 40 zetels tellende Federale Nationale Raad van de Verenigde Arabische Emiraten.

## Galerij

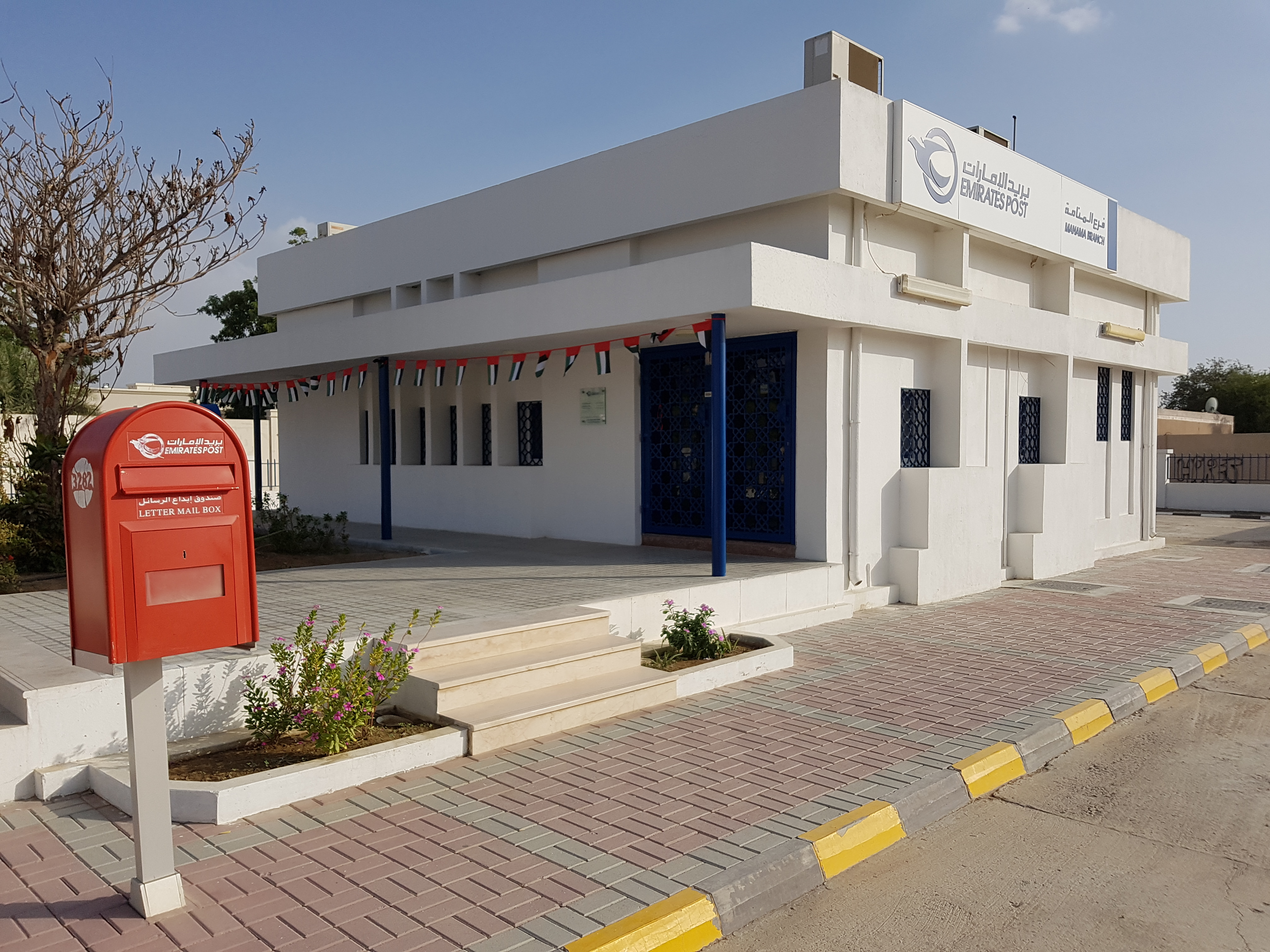
Manama Post Office, tegenwoordig vallend onder Emirates Post. In de jaren 1960 werden vanuit Manama edities postzegels uitgegeven, die gewild waren bij verzamelaars
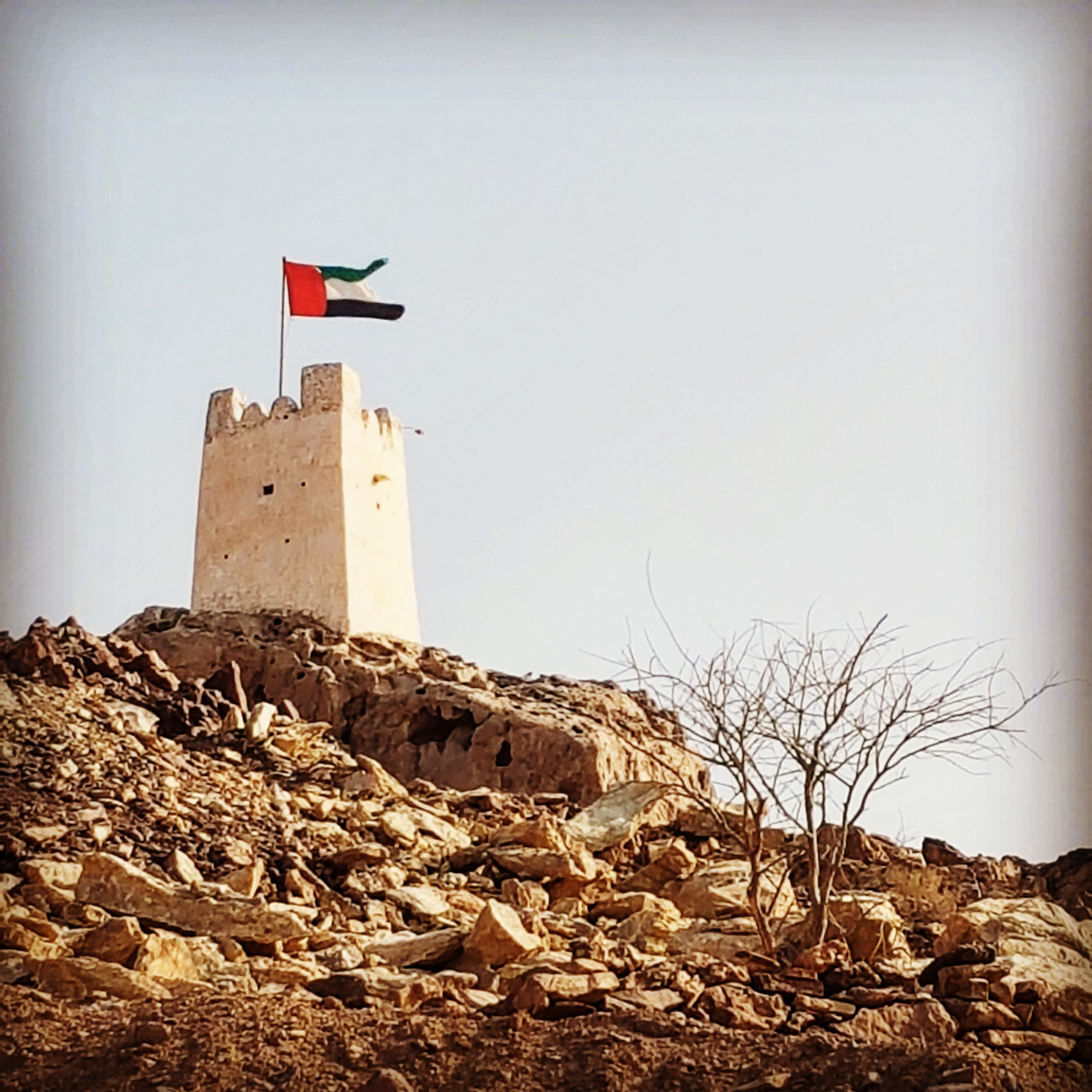
Fort Masfoet, dat over de plaats uitkijkt
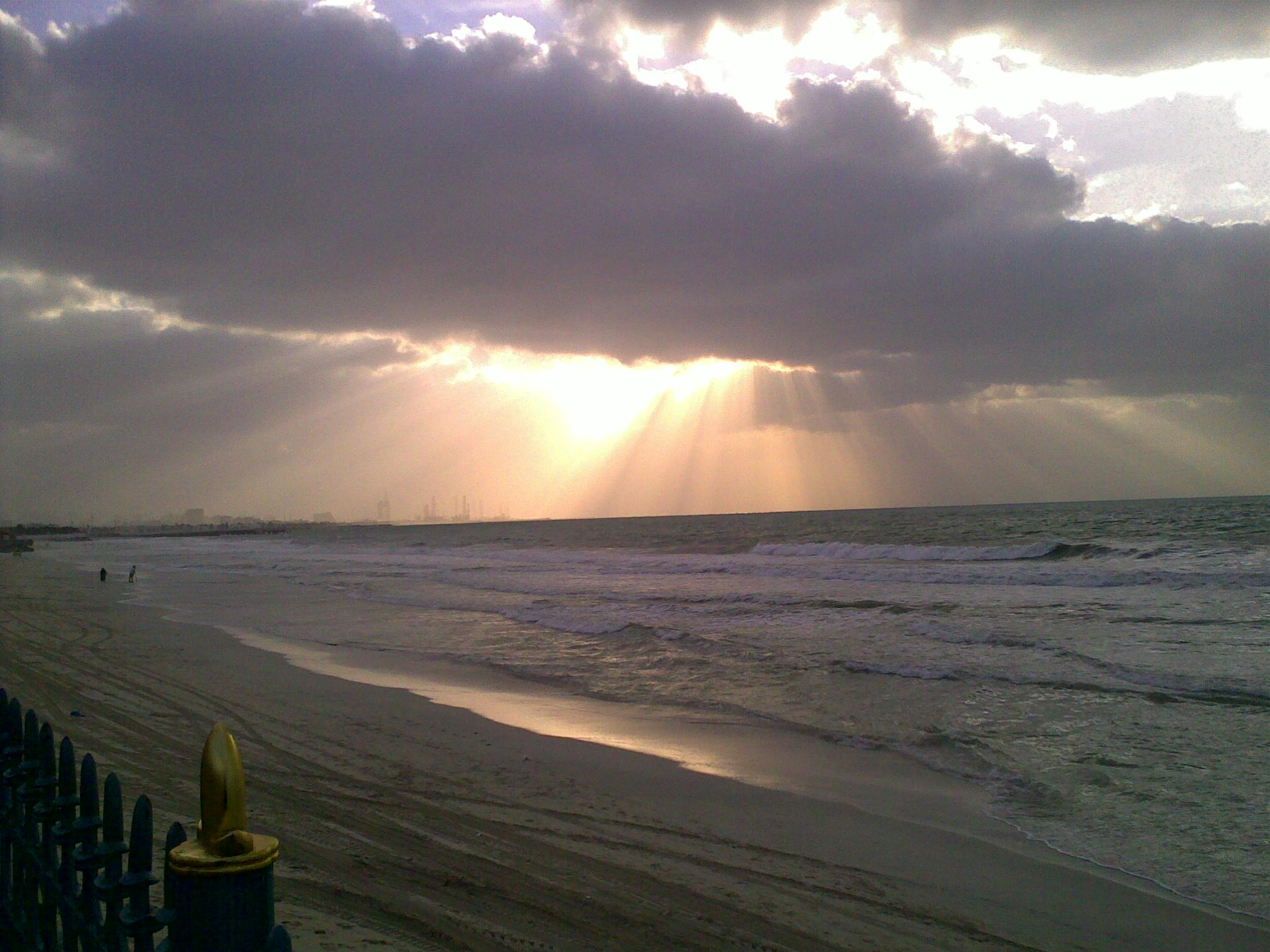
Strand van Ajman
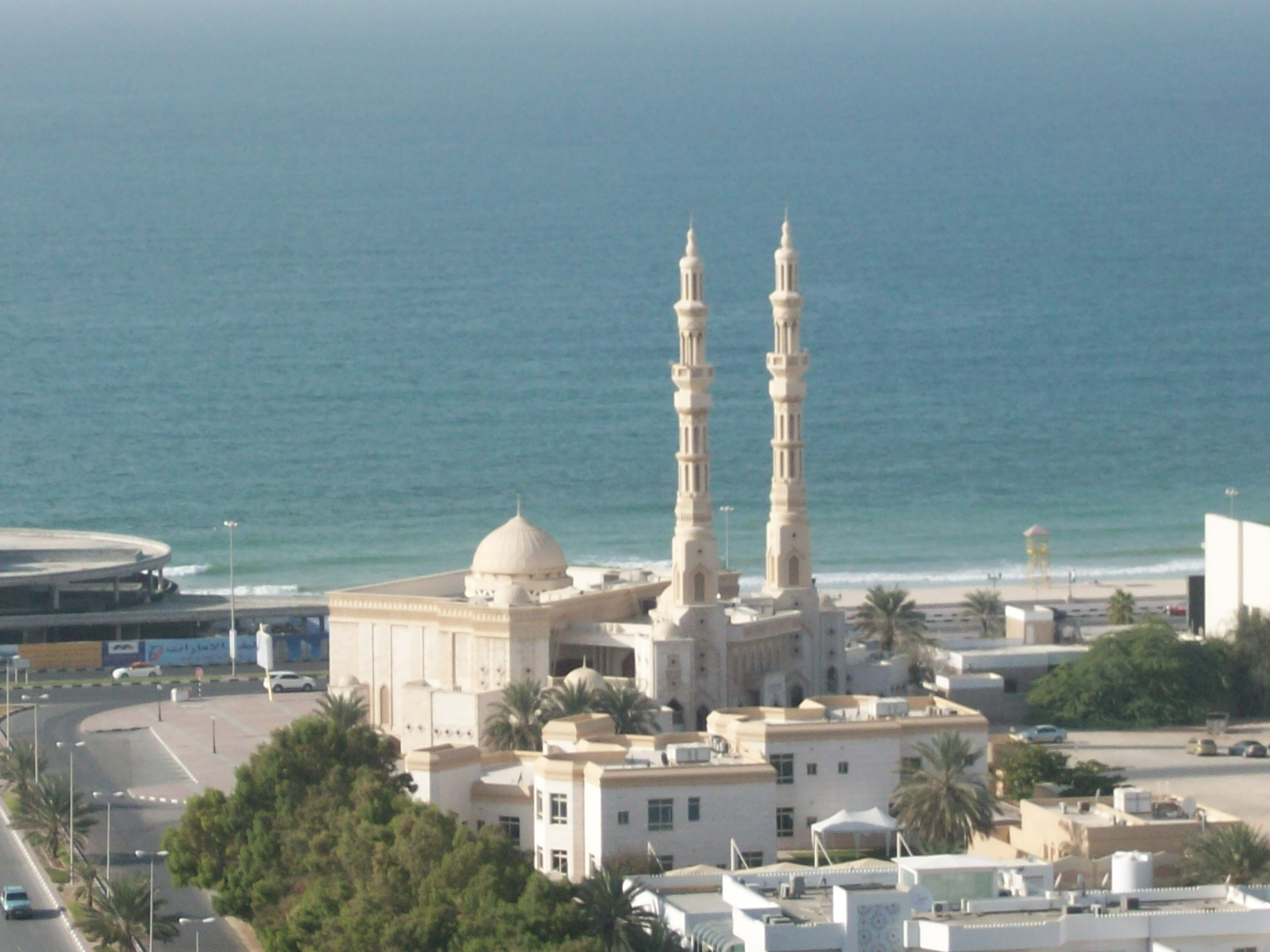
Moskee van Ajman

Abu Dhabi · Ajman · Dubai · Fujairah · Ras al-Khaimah · Sharjah · Umm al-Qaiwain